# Antonio Abetti
Antonio Abetti (19. června 1846 San Pietro di Gorizia – 20. února 1928 Florencie) byl italský astronom, matematik a fyzik. Vystudoval Padovskou univerzitu, v roce 1874 se zúčastnil výpravy do Bengálska za pozorováním Venuše. Pracoval na observatoři v Padově, roku 1893 byl jmenován ředitelem observatoře v Arcetri a do odchodu do penze v roce 1921 přednášel na Florentské univerzitě. Byl odborníkem na sférickou astronomii, pozoroval 121 komet. Vedle astronomie se zabýval také teorií pravděpodobnosti. Byl přijat za člena Královské astronomické společnosti v Londýně a Accademia dei Lincei. Je po něm pojmenována planetka 2646 Abetti a kráter Abetti na Měsíci. Astronomem byl také jeho syn Giorgio Abetti.